# Rocade de Besançon
 (octobre 2024).
Si vous disposez d'ouvrages ou d'articles de référence ou si vous connaissez des sites web de qualité traitant du thème abordé ici, merci de compléter l'article en donnant les références utiles à sa vérifiabilité et en les liant à la section « Notes et références ».
La rocade de Besançon est une voie semi-circulaire contournant par l'ouest la ville de Besançon, dans le département du Doubs, sur une longueur de 16 km.

## Historique

### Mise en place du projet
Face à l'accroissement du trafic automobile dans la ville de Besançon, la nécessité d'un contournement routier s'est fait sentir dès les années 1970.

### Voie des Montboucons
La voie des Montboucons est la première partie de la rocade à être construite. En 1978, un espace est réservé pour le tracé de la future voie des Montboucons qui est décidé en 1993. Deux ans plus tard, le projet est déclaré d'utilité publique et les premiers travaux débutent en octobre 1996 avec l'aménagement du diffuseur de Planoise qui est ouvert à la circulation en août 1998. Les travaux de terrassement sont effectués entre l'été 1999 et 2001 ; la mise en place des chaussées s'effectue à partir de l'été 2002 et jusqu'en 2003, année où sont mis en place l'éclairage, la signalisation et les équipements. La mise en service de ce tronçon de la rocade se fait progressivement au cours de l'année 2003 avec d'abord la mise en service en avril du rond-point de l'échangeur de Saint-Claude, puis de la portion en 2x2 voies entre cet échangeur et École-Valentin en juin ; la portion entre l'échangeur des Tilleroyes et l'échangeur de Château-Galland est mise en service au cours du mois d'août. La mise en service complète de la portion est effectuée le 25 septembre 2003.

### Voie des Mercureaux
Le chantier de la voie des Mercureaux a débuté en 1996 avec la construction du pont de Beure enjambant la RD683 (nommé OA2). En 1999, est achevé le percement du tunnel de Fontain. Durant l'année 2000, deux pistes d'accès, correspondantes au futur tracé de la voie des Mercureaux, furent aménagées dans le val des Mercureaux et sur la montée du Bois de Peu, qui était à l'origine une piste d'accès pour permettre la construction de la galerie de reconnaissance géologique, pour permettre le percement du tunnel du Bois de Peu ; l'aménagement de ces deux pistes nécessita le déblaiement de 45 000 m3 de terrain, un terrassement de 35 000 m3 sur la piste du vallon des Mercureaux et un remblaiement de roches de 36 000 m3 (6 000 autour du pont de Beure et 30 000 sur la piste du vallon).
La voie des Mercureaux, constituant la partie sud-ouest du Contournement de Besançon, a été mise en service le 12 juillet 2011.

## Caractéristiques

### Tracé
La rocade de Besançon contourne la ville par l'ouest en formant une demi-boucle ; un tronçon de la rocade de 6 km passe dans la ville. Elle débute dans le secteur de Miserey-Salines/École-Valentin ; elle se dirige vers le sud-sud-est en direction de Besançon sur 3 km. Au niveau de l'échangeur de Saint-Claude, elle bifurque en direction du sud-sud-ouest entre le quartier des Montboucons au nord et Temis au sud. Elle se dirige ensuite vers le sud en contournant le campus universitaire de la Bouloie par le nord et l'ouest ; elle passe ensuite dans la zone industrielle des Tilleroyes, puis longe par l'ouest le quartier de Saint-Ferjeux avant de se diriger vers le sud-est en passant entre le quartier de Planoise (ouest) et Micropolis (est). La rocade passe ensuite entre la colline de Planoise et la colline de la Roche d'Or, puis se dirige en direction de l'ouest au niveau de Beure pour longer la vallée du Doubs, puis traverser le mont du Bois de Peu, le vallon des Mercureaux et le mont du Bois de la Chalotte. Au niveau de La Vèze, elle remonte vers le nord-est sur 1,5 km pour arriver à l'échangeur du Trou au Loup.

## Ouvrages

### Échangeurs
Traversée de Grand Besançon Métropole de la sortie 50 au nord (Châtillon-le-Duc) à la sortie 68 au sud (Mamirolle) : 
- 50 - Châtillon-le-Duc - Devecey (en construction)
- 51 - Cussey-sur-l'Ognon - Geneuille - Les Auxons - Besançon Franche-Comté TGV
- 52 - Miserey-Salines - École-Valentin nord
- 53 - A36 - École-Valentin centre
- 54 - Pirey - École-Valentin sud
- 55 - Montbéliard - Besançon centre - Palente - Saint-Claude
- 56 - Montrapon - Montboucons - Temis
- 57 - Domaine universitaire
- 58 - Pouilley-les-Vignes - ZI Trépillot - Complexe sportif
- 59 - Saint-Ferjeux - Tilleroyes (échangeur partiel, sens Sud/Nord)
- 60 - Montbéliard - Tilleroyes - Palente (échangeur partiel, sens Nord/Sud)
- 61a - Dijon - Dole - Chaumont - Gray - Hôpital Jean-Minjoz - Espace commercial Châteaufarine
- 61b - Besançon centre - Hôpital Saint-Jacques
- 62 - Avanne-Aveney - Planoise - Polyclinique de Franche-Comté - Complexe sportif de la Malcombe - Micropolis
- Carrefour giratoire  - Lons-le-Saunier - Quingey - Beure
- Carrefour giratoire  - Lons-le-Saunier - Quingey - Fontain - La Vèze
- 65 - Nancray - Saône - Montfaucon - Morre - Maisons Comtoises de Nancray
- 66 - Saône (échangeur partiel, sens Nord/Sud)
- 67 - Saône - Ornans - Tarcenay - Vallée de la Loue - Aéroport de Besançon-La Vèze
  -  Aire de service de Mamirolle (sens Nord/Sud) (Station-service ELF)
- 68 - Trépot - Le Gratteris - Mamirolle

Projet présenté en concertation en octobre 2019:
- 61 - Dijon - Dole - Chaumont - Gray - Hôpital Jean-Minjoz - Espace commercial Châteaufarine (sens Nord/Sud)
- 61a - Besançon centre - Hôpital Saint-Jacques (sens Sud/Nord)
- 61b - Dijon - Dole - Chaumont - Gray - Hôpital Jean-Minjoz - Espace commercial Châteaufarine (sens Sud/Nord)
- 62a - Avanne-Aveney - Planoise - Polyclinique de Franche-Comté - Complexe sportif de la Malcombe - Micropolis (sens Nord/Sud)
- 62b - Polyclinique de Franche-Comté (sens Nord/Sud)
- 62 - Avanne-Aveney - Planoise - Polyclinique de Franche-Comté - Complexe sportif de la Malcombe - Micropolis - Polyclinique de Franche-Comté (sens Sud/Nord)
- 63 - Lons-le-Saunier - Quingey - Beure

### Tunnels
La rocade de Besançon comporte deux tunnels situés dans le secteur de la voie des Mercureaux.